# La Bibliothèque des merveilles

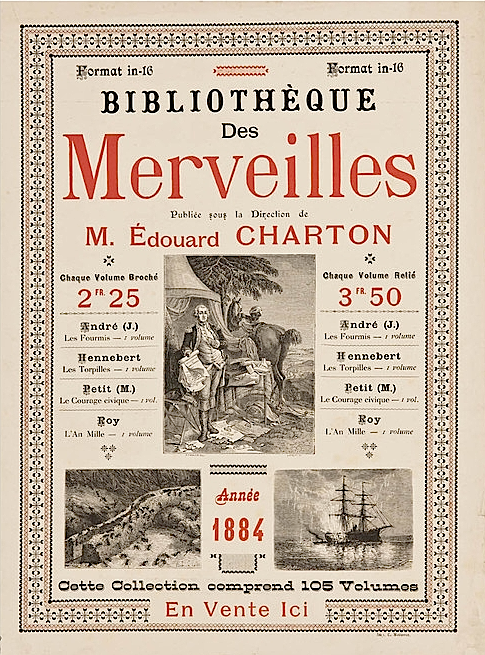
Affiche publicitaire (1884).

La Bibliothèque des merveilles est une collection de vulgarisation, lancée en 1864 par Louis Hachette, en remplacement d'une série éphémère créée l'année précédente, la Collection des savants illustres. L'éditeur en confie la direction à Édouard Charton. Sans restriction sur les thèmes abordés, les petits livres (in-18) constituèrent une « encyclopédie en désordre ». La collection comptera plus de 175 volumes, parus entre 1865 et 1956. Les plus grands vulgarisateurs de l'époque sont mobilisés, comme Camille Flammarion, Gaston Tissandier ou Paul Lacombe. Ces ouvrages connaissent un certain succès, et trouvent naturellement leur place dans les catalogues des bibliothèques populaires qui se multiplient à partir des années 1860.
Édouard Charton meurt en 1890, mais ce n'est qu'en 1912, avec le livre de Louis Joubin, Le Fond de la mer – La vie dans les océans, qu'Alphonse Berget lui succède à la direction de la collection.